# Acantheremus tenuis
Acantheremus tenuis är en insektsart som beskrevs av Naskrecki 1997. Acantheremus tenuis ingår i släktet Acantheremus och familjen vårtbitare. Inga underarter finns listade i Catalogue of Life.